# Rauvolfia volkensii
Rauvolfia volkensii är en oleanderväxtart som först beskrevs av Karl Moritz Schumann, och fick sitt nu gällande namn av Otto Stapf. Rauvolfia volkensii ingår i släktet Rauvolfia och familjen oleanderväxter. Inga underarter finns listade i Catalogue of Life.